# Симонов манастир
Симонов манастир (рус. Си́монов монасты́рь) је манастир посвећен Успењу Пресвете Богородице који се налази у Москви и припада Руској православној цркви. Манастир је 1370. године основао свети Теодор, архиепископ Ростовски и брат Сергија Радонежског. Основан је на земљишту које је цркви поклонио бољар Стефан Васиљевич Ховрин (рус. Стефан Васильевич Ховрин) и који је након што се замонашио добио име Симон. По њему је манастир и добио име Симонов манастир.
Девет година након оснивања, 1379, манастир је премештен на оближњи погоднији терен. Тада је основана камена црква посвећена Успењу пресвете Богородице која је освећена 1405. године. Црквена купола је страдала 1476. године када је у њу ударио гром. Крајем 15. века цркву обнавља један од ученика Аристотела Фиоравантија (итал. Ridolfo Aristotele Fioravanti) и поставља куполу сличну оној на храму Успења пресвете Богородице у Московском кремљу.
Из манастира потичу бројне црквене личности XV, XVI и XVII века као што су свети Терапонт Белојезерски, свети Кирил Белојезерски, Јона Московски, Патријарх московски Јосиф. У Симоновом манастиру је такође живео и радио Блажени Максим Грк.